# Cyanidius cyanescens
Cyanidius cyanescens är en insektsart som beskrevs av Alexander Fyodorovich Emeljanov 1962. Cyanidius cyanescens ingår i släktet Cyanidius och familjen dvärgstritar. Inga underarter finns listade i Catalogue of Life.